# とかげ座CP星
とかげ座CP星（とかげざCPせい、CP Lacertae, CP Lac, Nova Lacertae 1936）は、1936年6月18日にとかげ座で発見された新星。長野県上諏訪町（現在の諏訪市）のアマチュア天文家五味一明を始め、アメリカのレスリー・ペルチャーなど十数名の観測者によって独立して発見された。中でも五味一明の発見が最も早かったことから、日本では「五味新星」と呼ばれた。

## 概要
ガイア計画の第3回早期公開データでの年周視差によると、太陽系から約3,800光年の距離にある。新星爆発を起こした天体は、赤色矮星と連星系を成す白色矮星と見られている。この星系は近接連星で、伴星の赤色矮星はわずか0.145143日の軌道周期で主星を周回している。星系の光度は0.037日の周期で0.5等程度振幅しており、主星の白色矮星の自転周期と関連していると考えられている。

## 発見
1936年6月18日の20時40分（世界時11時40分）頃、北海道幌延村（現幌延町）で五味一明が発見した。五味は、翌6月19日の皆既日食を観測するために幌延村に滞在していた。村民に星座の解説をしていたところ、ケフェウス座δ星のそばに見慣れない星があることに気付いた。五味は東京天文台（現国立天文台）に電報を送ると共に、皆既日食観測のために滞在中の日英合同観測隊にも連絡を入れた。この日のうちに12の独立発見報告が出されたが、最も早かった五味が第一発見者となった。これ以前にも日本人が独立発見した新星はあったが、日本人が第一発見者となったのはとかげ座CP星が初めてであった。
発見から2日後の6月20日9時40分頃（JD 2428339.9）に極大を迎え、2.1等にまで達した。その後は速やかに減光し、極大から15日後には5.5等まで暗くなった。減光のペースが早かったことによりNAに分類されている。